# Ambodimanga (Tamatave I)
Ambodimanga è una città e comune del Madagascar situata nel distretto di Toamasina I, regione di Atsinanana. 
La popolazione del comune rilevata nel censimento 2001 era pari a 20 159 unità.